# Popeline
Il popeline è un leggero tessuto di cotone di mano fresca e asciutta, lucido, compatto anche se morbido.
Il nome, che viene dal francese (pronuncia poplìn), in origine indicava un tessuto pregiato e pesante per l'uso invernale, in lana, cotone o seta, prodotto nel XIV secolo ad Avignone, allora residenza del papa, al quale era esclusivamente destinato, da cui il nome originario di 'papaline'.

## Caratteristiche
Oggi è un tessuto molto compatto e resistente pur se finissimo e leggero, prodotto con diversi filati, cotone, seta e fibre artificiali, spesso in mischia. I filati sono sottilissimi, molto ritorti, mercerizzati, quindi danno come risultato un tessuto fresco, per assenza di peluria, e liscio.
Ad armatura tela è caratterizzato da fili di ordito molto ritorti e con un titolo più alto (cioè più sottili) di quelli di trama, la riduzione dell'ordito maggiore, spesso doppia, di quella di trama ne fa un reps, variante dell'armatura tela con dominante d'ordito, che presenta una leggera rigatura orizzontale. 
Adatto all'abbigliamento e alla biancheria è il tessuto principe per la confezione di camicie da uomo. 
Un tempo bianco, poi di colori pastello, per seguire le esigenze della moda viene prodotto anche in colori brillanti.